# James Waddell Alexander II.
James Waddell Alexander II., ameriški matematik, * 19. september 1888, Sea Bright, New Jersey, ZDA, † 23. september 1971, Princeton, New Jersey.
Alexander je napisal več razprav iz topologije in v njih je zapisal tudi zakon dualnosti za poliedre v nedimenzionalnem prostoru.